# Roys Identität
Roys Identität (Aussprache wie französisch roi, [ʁwa-]) ist ein bedeutender Satz innerhalb der Mikroökonomie. Er konstatiert eine wichtige Beziehung zwischen der marshallschen Nachfrage und der indirekten Nutzenfunktion. Benannt wurde er nach dem französischen Ökonomen René Roy.

## Darstellung und Bedeutung
Trotz der in vielerlei Hinsicht bestehenden Analogie zwischen dem Konzept der indirekten Nutzenfunktion und demjenigen der Ausgabenfunktion gibt es auf den ersten Blick keine unmittelbare Analogie zu Shephards Lemma, nach dem die Ableitung der Ausgabenfunktion nach dem Preis der korrespondierenden Hicks’schen Nachfragefunktion entspricht. Eine geringfügige Modifikation liefert allerdings dennoch eine gewisse Vergleichbarkeit. Die Beziehung wird als Roys Identität bezeichnet.
Roys Identität: Sei {\displaystyle u(\cdot )} stetig und streng monoton steigend. Sei weiter {\displaystyle v(\mathbf {p} ,y)} in einer Stelle {\displaystyle (\mathbf {p} _{0},y_{0})} differenzierbar und {\displaystyle \partial v({\mathbf {p} }_{0},y_{0})/\partial y\neq 0}. Dann gilt für alle {\displaystyle i} ({\displaystyle 1\leq i\leq n}):
{\displaystyle x_{i}(\mathbf {p} _{0},y_{0})=-{\frac {\partial v(\mathbf {p} _{0},y)/\partial p_{i}}{\partial v(\mathbf {p} _{0},y)/\partial y}}}
Hinsichtlich der beiden Anforderungen des Theorems an die Nutzenfunktion würde es dabei sogar genügen vorauszusetzen, dass {\displaystyle u(\cdot )} stetig ist und die zugrunde liegende Präferenz-Indifferenz-Relation {\displaystyle R} die Eigenschaft der lokalen Nichtsättigung erfüllt sowie konvex ist. Anmerkung: Man bezeichnet eine Präferenzordnung als lokal nicht gesättigt, wenn für beliebiges {\displaystyle x_{a}\in X} und für jede {\displaystyle \epsilon }-Umgebung {\displaystyle U_{\epsilon }} um {\displaystyle x_{a}} ein {\displaystyle z\in U_{\epsilon }} existiert, für das gilt: {\displaystyle zPx_{a}} (siehe auch Präferenzordnung). Die praktisch gebräuchlichere stärkere Annahme der strengen Monotonie ermöglicht aber (zusammen mit derjenigen der Differenzierbarkeit der indirekten Nutzenfunktion) auch einen einfacheren Beweis der Beziehung.

## Beweis
Die Lagrangefunktion des Nutzenmaximierungsproblem (vgl. der Artikel Marshallsche Nachfragefunktion) lautet {\displaystyle {\mathcal {L}}(\mathbf {x} ,\lambda )=u(\mathbf {x} )+\lambda (y-\mathbf {p\cdot x} )}. Das Envelope-Theorem impliziert darauf angewandt, dass
{\displaystyle \mathrm {(1)} \quad \forall i:{\frac {\partial v(\mathbf {p} ,y)}{\partial p_{i}}}={\frac {\partial {\mathcal {L}}\left(\mathbf {x} ^{*},\lambda ^{*}\right)}{\partial p_{i}}}=-\lambda ^{*}x_{i}^{*}}
sowie
{\displaystyle \mathrm {(2)} \quad \forall i:{\frac {\partial v(\mathbf {p} ,y)}{\partial y}}={\frac {\partial {\mathcal {L}}\left(\mathbf {x} ^{*},\lambda ^{*}\right)}{\partial y}}=\lambda ^{*}}
(2) eingesetzt in (1) liefert dann sofort Roys Identität.